# Transport interurbain des Mosellans
Pour les articles homonymes, voir TIM.
TIM (Transport interurbain des Mosellans) est un ancien réseau de transport interurbain par autocars du département de la Moselle. Il est transféré le 1er janvier 2017 à la région Grand Est qui en devient l'autorité organisatrice. Le 25 avril 2019, il est intégré au réseau Fluo Grand Est au côté de neuf autres réseaux départementaux et prend le nom Fluo Grand Est 57.
L'exploitation des différentes lignes a été confiée à différents opérateurs par le biais d'une délégation de service public. La dernière convention a débuté en date du 1er septembre 2009 pour une durée de dix ans.

## Histoire
À l'origine, le sigle TIM signifiait Transports interurbains de la Moselle.
Le 1er janvier 2017, la région Grand Est reprend les transports interurbains et scolaires de ses 10 départements. Auparavant, c'est le conseil départemental de la Moselle qui en était l'autorité organisatrice.

## Lignes régulières
En 2019, le réseau TIM comporte 113 lignes :

### Lignes 1 à 9
| Ligne | Destinations                               | Exploitant          | Interconnexion sur la tarification d'un P.T.U. |
| ----- | ------------------------------------------ | ------------------- | ---------------------------------------------- |
| 1     | Saint-Avold ↔ Faulquemont ↔ Metz           | Keolis 3 Frontières | Transavold / Le Met'                           |
| 2     | Saint-Avold ↔ Metz                         | Keolis 3 Frontières | Transavold / Le Met'                           |
| 3     | Boulay-Moselle ↔ Fouligny ↔ Saint-Avold    | Keolis 3 Frontières |                                                |
| 4     | Creutzwald ↔ Boulay-Moselle ↔ Metz         | Keolis 3 Frontières | Le Met'                                        |
| 5     | Bouzonville ↔ Charleville-sous-Bois ↔ Metz | Schidler            | Le Met'                                        |
| 6     | Luttange ↔ Vigy ↔ Metz                     | Transdev Grand Est  | Le Met'                                        |
| 7     | Creutzwald ↔ Porcelette ↔ Saint-Avold      | Keolis 3 Frontières | Transavold                                     |
| 8     | Freyming-Merlebach ↔ Creutzwald            | Keolis 3 Frontières | Transavold                                     |
| 9     | Guerstling ↔ Saint-Avold                   | Keolis 3 Frontières |                                                |

### Lignes 11 à 19
| Ligne | Destinations                              | Exploitant          | Interconnexion sur la tarification d'un P.T.U. |
| ----- | ----------------------------------------- | ------------------- | ---------------------------------------------- |
| 11    | Bouzonville ↔ Ébersviller ↔ Saint-Bernard | Schidler            |                                                |
| 12    | Bouzonville ↔ Lacroix                     | Schidler            |                                                |
| 13    | Bouzonville ↔ Guerstling                  | Schidler            |                                                |
| 14    | Saint-Avold ↔ Bisten-en-Lorraine          | Keolis 3 Frontières | Transavold                                     |
| 15    | Creutzwald ↔ Bisten-en-Lorraine           | Keolis 3 Frontières |                                                |
| 16    | Guinglange ↔ Faulquemont                  | Mathieu             |                                                |
| 17    | Bouzonville ↔ Villing ↔ Bouzonville       | Schidler            |                                                |
| 18    | Faulquemont ↔ Longeville-lès-Saint-Avold  | Mathieu             |                                                |
| 19    | Faulquemont ↔ Morhange                    | Mathieu             |                                                |

### Lignes 20 à 29
| Ligne | Destinations                           | Exploitant          | Interconnexion sur la tarification d'un P.T.U. |
| ----- | -------------------------------------- | ------------------- | ---------------------------------------------- |
| 20    | Boulay-Moselle ↔ Bouzonville           | Keolis 3 Frontières |                                                |
| 21    | Boulay-Moselle ↔ Saint-Avold           | Keolis 3 Frontières | Transavold                                     |
| 22    | Creutzwald ↔ Saint-Avold               | Keolis 3 Frontières | Transavold                                     |
| 23    | Charleville-sous-Bois ↔ Boulay-Moselle | Keolis 3 Frontières |                                                |
| 24    | Sarreguemines ↔ Saint-Avold            | Transdev Grand Est  | Transavold / Cabus                             |
| 25    | Sarreguemines ↔ Haspelscheidt          | Keolis 3 Frontières | Cabus                                          |
| 26    | Château-Salins ↔ Morhange              | Keolis 3 Frontières |                                                |
| 27    | Dieuze ↔ Château-Salins ↔ Metz         | Keolis 3 Frontières | LE MET'                                        |
| 29    | Dieuze ↔ Bataville                     | Keolis 3 Frontières |                                                |

### Lignes 30 à 39
| Ligne | Destinations                          | Exploitant          | Interconnexion sur la tarification d'un P.T.U. |
| ----- | ------------------------------------- | ------------------- | ---------------------------------------------- |
| 30    | Aboncourt-sur-Seille ↔ Château-Salins | Transdev Grand Est  |                                                |
| 31    | Albestroff ↔ Dieuze                   | Transdev Grand Est  |                                                |
| 32    | Albestroff ↔ Saint-Avold              | Transdev Grand Est  | Transavold                                     |
| 33    | Château-Salins ↔ Sarrebourg           | Keolis 3 Frontières |                                                |
| 34    | Morhange ↔ Racrange                   | Transdev Grand Est  |                                                |
| 35    | Wuisse ↔ Château-Salins               | Transdev Grand Est  |                                                |
| 36    | Ommeray ↔ Dieuze                      | Transdev Grand Est  |                                                |
| 37    | Vibersviller ↔ Sarralbe               | Transdev Grand Est  |                                                |
| 38    | Dieuze ↔ Torcheville                  | Transdev Grand Est  |                                                |
| 39    | Dieuze ↔ Sarrebourg                   | Jacky               |                                                |

### Lignes 41 à 49
| Ligne | Destinations                           | Exploitant                 | Interconnexion sur la tarification d'un P.T.U. |
| ----- | -------------------------------------- | -------------------------- | ---------------------------------------------- |
| 41    | Morhange ↔ Benestroff ↔ Dieuze         | Transdev Grand Est         |                                                |
| 42    | Dieuze ↔ Juvelize                      | Transdev Grand Est         |                                                |
| 44    | Diffembach-lès-Hellimer ↔ Benestroff   | Transdev Grand Est         |                                                |
| 45    | Kappelkinger ↔ Dieuze                  | Transdev Grand Est         |                                                |
| 46    | Metz ↔ Longwy                          | Transdev Grand Est         | LE MET'                                        |
| 47    | Metz ↔ Algrange                        | Transdev Grand Est         | LE MET'                                        |
| 48    | Metz ↔ Pierrevillers ↔ Moyeuvre-Grande | Transdev Grand Est / Géron | LE MET'                                        |
| 49    | Metz ↔ Thionville                      | Transdev Grand Est / Géron | LE MET'                                        |

### Lignes 50 à 57
| Ligne | Destinations                                 | Exploitant         | Interconnexion sur la tarification d'un P.T.U. |
| ----- | -------------------------------------------- | ------------------ | ---------------------------------------------- |
| 50    | Briey ↔ Moyeuvre-Grande ↔ Metz               | Transdev Grand Est | LE MET'                                        |
| 51    | Moyeuvre-Petite ↔ Froidcul ↔ Moyeuvre-Grande | Transdev Grand Est |                                                |
| 52    | Rédange ↔ Thionville                         | Schidler           |                                                |
| 57    | Metz ↔ Gare de Lorraine TGV                  |                    |                                                |

### Lignes 61 à 68
| Ligne | Destinations                              | Exploitant          | Interconnexion sur la tarification d'un P.T.U. |
| ----- | ----------------------------------------- | ------------------- | ---------------------------------------------- |
| 63    | Waldwisse ↔ Bouzonville                   | Schidler            |                                                |
| 64    | Metz ↔ Saint-Jure                         | Schidler            |                                                |
| 65    | Metz ↔ Louvigny                           | Schidler            | LE MET'                                        |
| 66    | Metz ↔ Pange ↔ Villers-Stoncourt          | Keolis 3 Frontières |                                                |
| 68    | Metz ↔ Sainte-Marie-aux-Chênes ↔ Roncourt | Keolis 3 Frontières | LE MET'                                        |

### Lignes 70 à 78
| Ligne | Destinations                           | Exploitant                 | Interconnexion sur la tarification d'un P.T.U. |
| ----- | -------------------------------------- | -------------------------- | ---------------------------------------------- |
| 70    | Luttange ↔ Thionville                  | Transdev Grand Est         |                                                |
| 71    | Hagondange ↔ Sainte-Marie-aux-Chênes   | Transdev Grand Est         |                                                |
| 73    | Ennery ↔ Thionville                    | Transdev Grand Est         |                                                |
| 74    | Metz ↔ Hagondange ↔ Guénange           | Transdev Grand Est         | LE MET'                                        |
| 75    | Metz ↔ Hagondange via Norroy-le-Veneur | Transdev Grand Est / Géron | LE MET'                                        |
| 77    | Metz ↔ Amnéville                       | Transdev Grand Est         | LE MET'                                        |
| 78    | Metz ↔ Novéant-sur-Moselle ↔ Vionville | Transdev Grand Est         | LE MET'                                        |

### Lignes 82 à 93
| Ligne | Destinations                        | Exploitant                      | Interconnexion sur la tarification d'un P.T.U. |
| ----- | ----------------------------------- | ------------------------------- | ---------------------------------------------- |
| 82    | Metz ↔ Mardigny                     | Transdev Grand Est              | LE MET'                                        |
| 84    | Blâmont ↔ Héming ↔ Sarrebourg       | Bentz                           |                                                |
| 85    | Sarreguemines ↔ Schmittviller       | Keolis 3 Frontières             | Cabus                                          |
| 87    | Volmunster ↔ Sarreguemines          | SOTRAM                          | Cabus                                          |
| 93    | Rohrbach-lès-Bitche ↔ Sarreguemines | Keolis 3 Frontières / Schneider | Cabus                                          |

### Lignes 104 à 109
| Ligne | Destinations                              | Exploitant         | Interconnexion sur la tarification d'un P.T.U. |
| ----- | ----------------------------------------- | ------------------ | ---------------------------------------------- |
| 104   | Bitche ↔ Glasenberg                       | Staub              |                                                |
| 105   | Bitche ↔ Enchenberg                       | Staub              |                                                |
| 106   | Thionville ↔ Cattenom ↔ Beyren-lès-Sierck | Transdev Grand Est |                                                |
| 107   | Thionville ↔ Waldweistroff                | Transdev Grand Est |                                                |
| 108   | Thionville ↔ Hagen                        | Transdev Grand Est |                                                |
| 109   | Thionville ↔ Waldwisse                    | Transdev Grand Est |                                                |

### Lignes 110 à 119
| Ligne | Destinations                         | Exploitant         | Interconnexion sur la tarification d'un P.T.U. |
| ----- | ------------------------------------ | ------------------ | ---------------------------------------------- |
| 110   | Thionville ↔ Mondorff les Bains      | Transdev Grand Est |                                                |
| 111   | Thionville ↔ Budling                 | Transdev Grand Est |                                                |
| 112   | Thionville ↔ Manderen ↔ Waldwisse    | Transdev Grand Est |                                                |
| 113   | Thionville ↔ Flastroff               | Transdev Grand Est |                                                |
| 117   | Morhange ↔ Baudrecourt               | Transdev Grand Est |                                                |
| 118   | Morhange ↔ Grostenquin ↔ Saint-Avold | Mathieu            | Transavold                                     |
| 119   | Morhange ↔ Faulquemont ↔ Saint-Avold | Mathieu            |                                                |

### Lignes 120 à 129
| Ligne | Destinations                       | Exploitant         | Interconnexion sur la tarification d'un P.T.U. |
| ----- | ---------------------------------- | ------------------ | ---------------------------------------------- |
| 120   | Harprich ↔ Saint-Avold             | Mathieu            | Transavold                                     |
| 121   | Morhange ↔ Sarralbe                | Transdev Grand Est | Cabus                                          |
| 122   | Holving ↔ Sarralbe                 | Transdev Grand Est |                                                |
| 123   | Hellimer ↔ Freyming-Merlebach      | Transdev Grand Est |                                                |
| 124   | Leyviller ↔ Forbach                | Transdev Grand Est |                                                |
| 125   | Hilsprich ↔ Sarreguemines          | Transdev Grand Est | Cabus                                          |
| 126   | Freyming-Merlebach ↔ Hombourg-Haut | Transdev Grand Est |                                                |
| 127   | Freyming-Merlebach ↔ Cité Chapelle | Transdev Grand Est |                                                |
| 129   | Forbach ↔ Sarreguemines            | Briam Socha        | Cabus                                          |

### Lignes 131 à 139
| Ligne | Destinations                      | Exploitant          | Interconnexion sur la tarification d'un P.T.U. |
| ----- | --------------------------------- | ------------------- | ---------------------------------------------- |
| 131   | Freyming-Merlebach ↔ Theding      | Transdev Grand Est  |                                                |
| 134   | Wingen-sur-Moder ↔ Enchenberg     | Staub               |                                                |
| 135   | Holving ↔ Puttelange-aux-Lacs     | Transdev Grand Est  |                                                |
| 138   | Forbach ↔ Saint-Avold             | Keolis 3 Frontières | Transavold                                     |
| 139   | Saint-Avold ↔ Puttelange-aux-Lacs | Transdev Grand Est  | Transavold                                     |

### Lignes 140 à 156
| Ligne | Destinations               | Exploitant          | Interconnexion sur la tarification d'un P.T.U. |
| ----- | -------------------------- | ------------------- | ---------------------------------------------- |
| 140   | Sarreguemines ↔ Benestroff | Transdev Grand Est  | Cabus                                          |
| 142   | Sarrebourg ↔ Niderhoff     | Bentz               |                                                |
| 143   | Phalsbourg ↔ Dabo          | Spreng              |                                                |
| 147   | Sarrebourg ↔ Bataville     | Transdev Grand Est  |                                                |
| 149   | Sarrebourg ↔ Hommert       | Spreng              |                                                |
| 150   | Sarrebourg ↔ Dannelbourg   | Keolis 3 Frontières |                                                |
| 154   | Sarrebourg ↔ Drulingen     | Keolis 3 Frontières |                                                |
| 155   | Sarrebourg ↔ Abreschviller | Keolis 3 Frontières |                                                |
| 156   | Sarrebourg ↔ Vallerysthal  | Spreng              |                                                |

### Lignes 160 à 177
| Ligne | Destinations                   | Exploitant          | Interconnexion sur la tarification d'un P.T.U. |
| ----- | ------------------------------ | ------------------- | ---------------------------------------------- |
| 160   | Sarrebourg ↔ Haselbourg        | Keolis 3 Frontières |                                                |
| 162   | Morhange ↔ Dieuze              | Transdev Grand Est  |                                                |
| 164   | Freyming-Merlebach ↔ Cocheren  | Transdev Grand Est  |                                                |
| 166   | Sarrebourg ↔ Walscheid         | Keolis 3 Frontières |                                                |
| 176   | Monneren ↔ Metz                | Transdev Grand Est  |                                                |
| 177   | Morhange ↔ Saint-Jean-Rohrbach | Transdev Grand Est  |                                                |

### Lignes Express
| Ligne | Destinations           | Exploitant          | Interconnexion sur la tarification d'un P.T.U. |
| ----- | ---------------------- | ------------------- | ---------------------------------------------- |
| 200   | Metz ↔ Stiring-Wendel  | Keolis 3 Frontières |                                                |
| 201   | Metz ↔ Hayange         | Transdev Grand Est  |                                                |
| 202   | Metz ↔ Yutz ↔ Cattenom | Transdev Grand Est  |                                                |

## Circuits scolaires
En complément des lignes régulières, le réseau TIM propose 415 circuits spéciaux destinés aux scolaires.

## Tarifs
Le 1er septembre 2009, la tarification du réseau TIM est revue. La tarification au kilomètre est abandonnée au profit d'une tarification zonale.
Le 1er septembre 2014, la tarification augmente de 0,10 €.
Les prix ont été fixés comme suit par le Conseil général (devenu Conseil départemental en 2015) : 
- De 0 à 15 km : 1,60 € ;
- 15 à 25 km : 2,60 € ;
- 25 à 35 km : 3,60 € ;
- Plus de 35 km : 4,60 €.